# Crustipellis tribranchiata
Crustipellis tribranchiata är en ringmaskart som först beskrevs av Harman 1970.  Crustipellis tribranchiata ingår i släktet Crustipellis och familjen Opistocystidae. Inga underarter finns listade i Catalogue of Life.